# Бивер (Арканзас)
Бивер (англ. Beaver, Arkansas) — город, расположенный в округе Карролл (штат Арканзас, США) с населением в 95 человек по статистическим данным переписи 2000 года.

## География

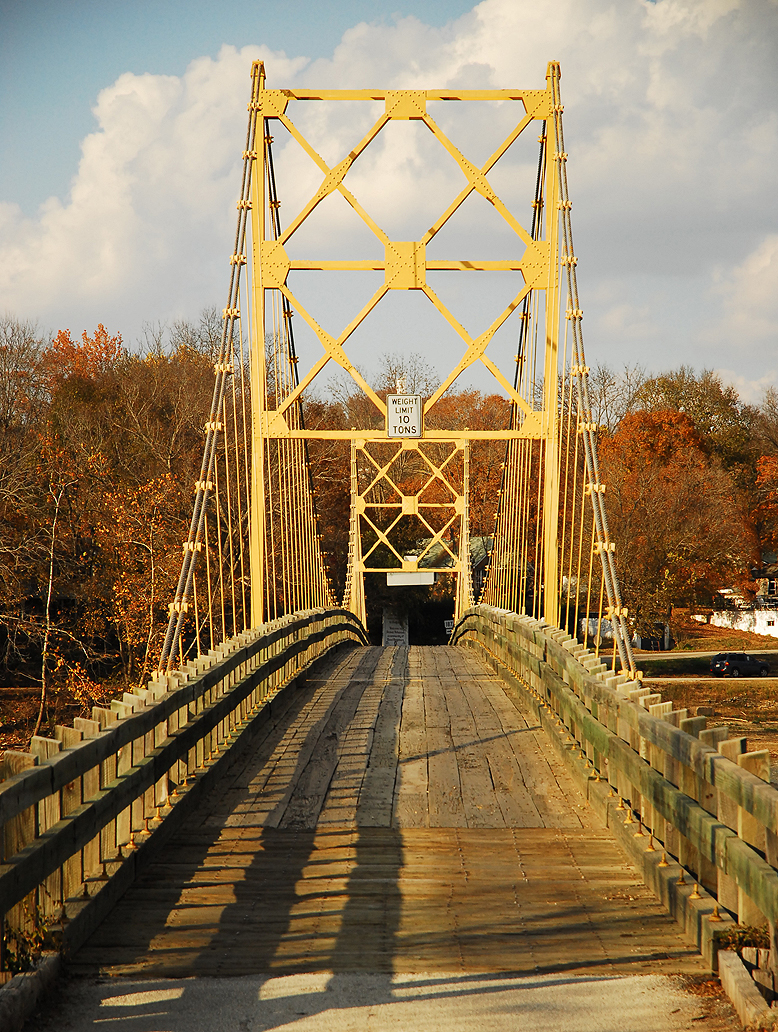
Деревянный мост в окрестностях Бивера

По данным Бюро переписи населения США город Бивер имеет общую площадь в 1,55 квадратных километров, из которых 1,04 кв. километров занимает земля и 0,52 кв. километров — вода. Площадь водных ресурсов округа составляет 33,55 % от всей его площади.
Город Бивер расположен на высоте 284 метра над уровнем моря.

## Демография
По данным переписи населения 2000 года в Бивере проживало 95 человек, 27 семей, насчитывалось 37 домашних хозяйств и 43 жилых дома. Средняя плотность населения составляла около 73,1 человек на один квадратный километр. Расовый состав Бивера по данным переписи распределился следующим образом: 96,84 % белых, 1,05 % — представителей смешанных рас, 2,11 % — других народностей. Испаноговорящие составили 2,11 % от всех жителей города.
Из 37 домашних хозяйств в 29,7 % — воспитывали детей в возрасте до 18 лет, 62,2 % представляли собой совместно проживающие супружеские пары, в 5,4 % семей женщины проживали без мужей, 27,0 % не имели семей. 21,6 % от общего числа семей на момент переписи жили самостоятельно, при этом 8,1 % составили одинокие пожилые люди в возрасте 65 лет и старше. Средний размер домашнего хозяйства составил 2,57 человек, а средний размер семьи — 2,81 человек.
Население города по возрастному диапазону по данным переписи 2000 года распределилось следующим образом: 27,4 % — жители младше 18 лет, 5,3 % — между 18 и 24 годами, 23,2 % — от 25 до 44 лет, 29,5 % — от 45 до 64 лет и 14,7 % — в возрасте 65 лет и старше. Средний возраст жителей составил 42 года. На каждые 100 женщин в Бивере приходилось 97,9 мужчин, при этом на каждые сто женщин 18 лет и старше приходилось 97,1 мужчин также старше 18 лет.
Средний доход на одно домашнее хозяйство в городе составил 23 438 долларов США, а средний доход на одну семью — 25 417 долларов. При этом мужчины имели средний доход в 25 417 долларов США в год против 26 250 долларов среднегодового дохода у женщин. Доход на душу населения в городе составил 11 665 долларов в год. Все семьи Бивер имели доход, превышающий уровень бедности, 16,2 % от всей численности населения находилось на момент переписи населения за чертой бедности.